# Haemorhous
Haemorhous là một chi chim trong họ Fringillidae.